# Завозня

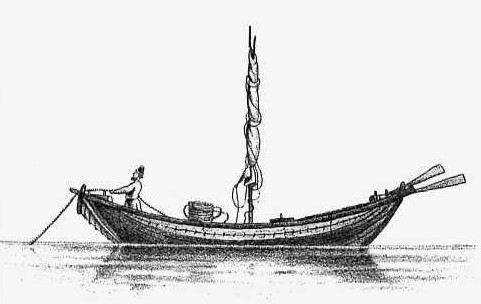
Изображение завозни из книги чертежей и рисунков, составленных П. А. Богославским к книге о купеческом судостроении в России

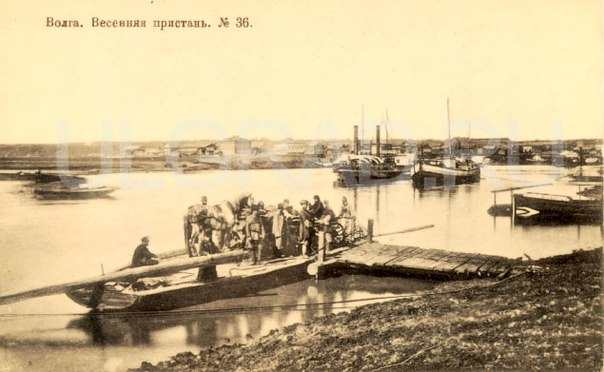
Завозня на средней Волге

Заво́зня (завозная лодка, заводня) — большая плоскодонная лодка, которая использовалась для переправы через Дон и Волгу грузов и экипажей до появления в XIX веке полноценных паромов (пароходов).
Волжская завозня имела в длину 5 сажень, в ширину — 1 сажень. По характеристике ЭСБЕ, без груза имеет осадку «1,5—4,0 четверти аршин, грузу поднимает 400 пудов, служит не более 2 лет и требует 1 рабочего».
Донская завозня колебалась в длину от 6,7 до 8 саженей, а в ширину имела 1,3 сажени. По ЭСБЕ, без груза имеет осадку «0,2—0,8 и с грузом 3,0—4,5 четверти аршин; грузу поднимает 350—1000 пудов, служит 2 года и требует 2—3 рабочих».
Во время штормов и волнений на реках завозни нередко переворачивались. Описание переправы на завозне у Симбирска в XVIII веке оставил С. Т. Аксаков в автобиографии «Детские годы Багрова-внука».